# Mikhaïl Lomonóssov
Mikhaïl Lomonóssov (rus: Михаил Васильевич Ломоносов)  (Mishaninskaya, 8 de novembre de 1711 (Julià) - Sant Petersburg, 4 d'abril de 1765 (Julià)), nom complet amb patronímic Mikhaïl Vassílievitx Lomonóssov, rus: Михаи́л Васи́льевич Ломоно́сов, fou un científic, escriptor i erudit rus que va fer importants contribucions a la literatura, l'educació i la ciència. Entre els seus descobriments es troba l'atmosfera de Venus. Va fer treballs en els camps de les ciències naturals, química, física, mineralogia, història, art, filologia, instruments òptics i d'altres. També va conrear la poesia, i va posar els fonaments del modern llenguatge literari rus.

## De camperol a políglot
Lomonóssov nasqué a la localitat de Denissovka (posteriorment rebatejada «Lomonóssov» en honor seu) a la gubèrnia d'Arkhànguelsk, en una illa no lluny de Kholmogori, situada a l'extrem nord rus. Als deu anys va haver de posar-se a ajudar son pare, un pescador, en el treball; però la seua set de coneixements era insadollable. Gairebé va aprendre de memòria els pocs llibres als que tenia accés, com la Gramàtica de Meletius Smotritski i l'Aritmètica de Leonti Magnitski; i, veient que a la seua comarca no hi havia possibilitats d'una educació, va decidir traslladar-se a Moscou.
Als dinou anys se li va presentar l'oportunitat, quan per intervenció d'uns amics va ser admès a l'Acadèmia Eslava Grecollatina, l'any 1731. Vivia amb 3 kopecks al dia però els seus progressos van ser molt ràpids. En només 5 anys va acabar 12 cursos, situant-se com el més destacat de la classe, de manera que l'any 1736 va ser enviat a Sant Petersburg amb una beca. Ací, va destacar immediatament per la seua capacitat amb la ciència física. També va submergir-se en els estudis de filologia, aprenent francès i alemany, i finalment va rebre un ajut per a estudiar durant dos anys en universitats alemanyes. En tornar a Rússia seria contractat com a professor de química a la mateixa Acadèmia.

## Formació a l'estranger
A Alemanya va estudiar a la Universitat de Marburg, a Estat Popular de Hesse, aleshores una de les més importants universitats d'Europa —tot i que en aquella època les universitats patien en general una certa decadència— degut a la presència dels més eminent filòsof il·lustrat alemany del moment: Christian Wolff. Lomonóssov va estudiar amb Wolff i n'esdevingué un dels seus deixebles; tant en el camp de la filosofia com en el de les ciències (també una «especialitat» de Wolff). Aquest lligam seria fonamental en la resta de la seua vida.

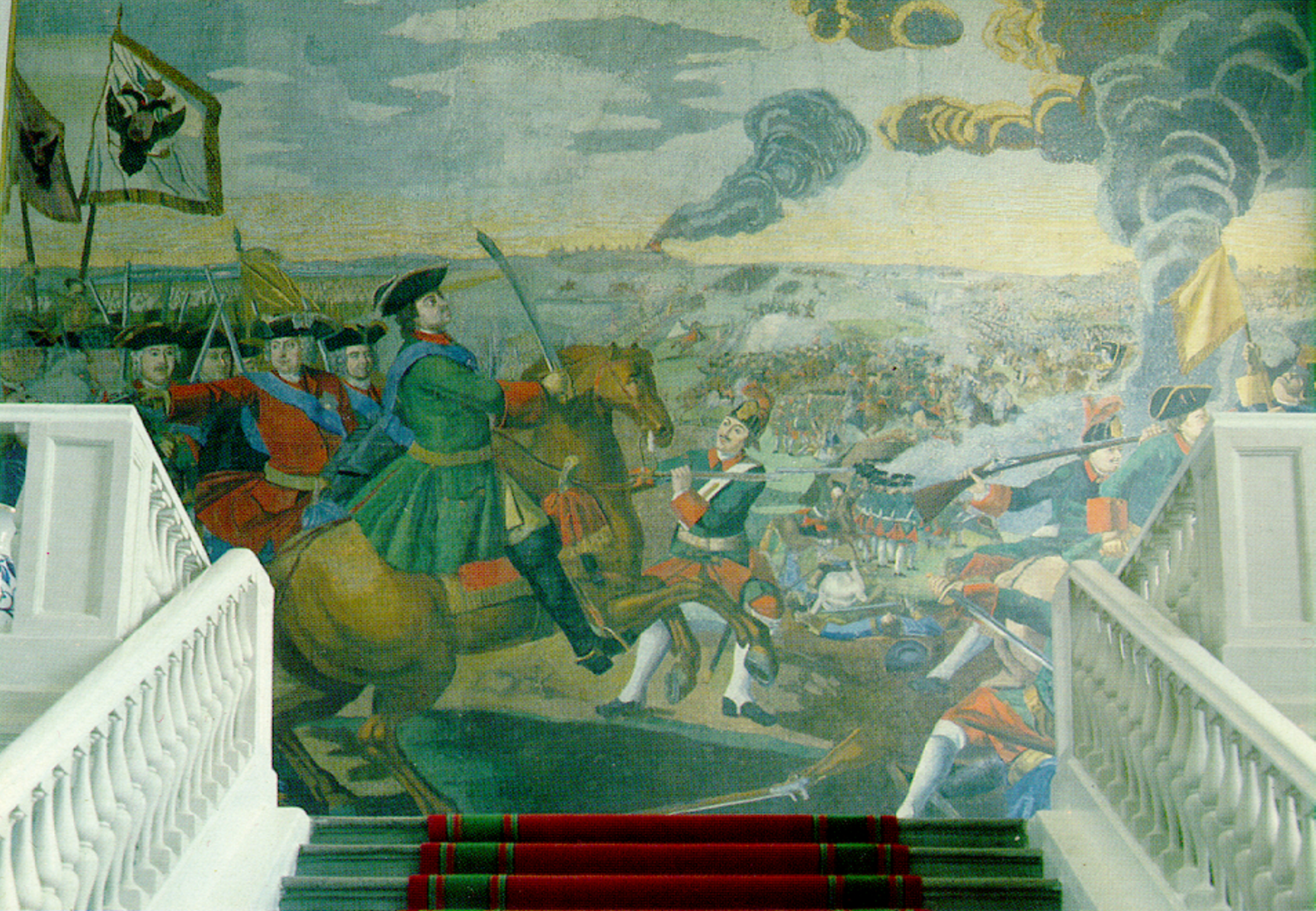
El més grandiós del mosaics de Lomonóssov representa la batalla de Poltava.

A Marburg va començar també a escriure poesia, imitant els autors alemanys, entre els quals va admirar especialment Johann Christian Günther. La seua Oda a la presa de Khotin als turcs va ser escrita l'any 1739 i va atraure molt l'atenció a Sant Petersburg. Durant la seua estada a Alemanya es va casar amb una dona nativa d'aquest país, i aviat va fer-se-li difícil mantenir la seua creixent família amb la beca de l'Acadèmia de Sant Petersburg, que era reduïda i que rebia de manera irregular. La seua economia va atènyer un punt realment desesperat, i va resoldre abandonar Alemanya i tornar a Sant Petersburg. L'any 1743 s'hi va traslladar també la seua muller.

## Aportacions
Només arribar a l'Imperi Rus es va fer creditor de reconeixement, ocupant una plaça de professor de química a la Universitat de Sant Petersburg, de la qual més endavant esdevindria rector. Impacient per millorar l'educació a Rússia, Lomonóssov va involucrar el seu mecenes Ivan Xuvàlov en la fundació de la Universitat Estatal de Moscou (que després seria batejada amb el seu nom) l'any 1755. El 1764, Lomonóssov va ser nomenat secretari d'Estat.
El 1756 va intentar reproduir l'experiment de Robert Boyle, de l'any 1673, i va concloure que la llavors acceptada teoria del flogist era falsa. Anticipant-se als descobriments de Lavoisier, va escriure al seu diari: «Avui he fet un experiment en recipients de vidre hermètics per esbrinar si la massa dels metalls augmenta amb la simple acció de la calor. Els experiments — dels quals n'afegisc la memòria en 13 pàgines — demostren que el cèlebre Robert Boyle estava equivocat, perquè sense aportació externa d'aire, la massa dels metalls cremats roman sense canvi».
Lomonóssov va considerar la calor com una forma del moviment, va suggerir la teoria ondulatòria de la llum, va contribuir a la formulació de la teoria cinètica dels gasos, i va formular la idea de la conservació de la massa amb les següents paraules: «Tots els canvis en la natura són tals que allò què hom pren d'un objecte n'és afegit a un altre. Així, si la quantitat de massa disminueix en un lloc, n'augmentarà en un altre. Aquesta llei universal abasta també les lleis del moviment, perquè un objecte que mou d'altres amb la seua força, transmet als altres la força que ell perd» (articulada inicialment en una carta a Leonhard Euler de 5 de juliol de 1748 i posteriorment reexposta i publicada per Lomonóssov en la dissertació anomenada "Reflexió sobre la solidesa i fluïdesa dels cossos", 1760). L'any 1748 va formular l'explicació mecànica de la gravitació.
Lomonóssov va ser el primer científic a registrar la congelació del mercuri i a plantejar l'existència d'una atmosfera a Venus, basant-se en la seua observació del trànsit de Venus de 1761 des d'un petit observatori situat prop de sa casa a Sant Petersburg. Convençut que la naturalesa està subjecta a una evolució regular i contínua, va demostrar l'origen orgànic del sòl, la torba, el carbó, el petroli i l'ambre. L'any 1745 va publicar un catàleg de més de 3.000 minerals, i el 1760 va explicar la formació dels icebergs.

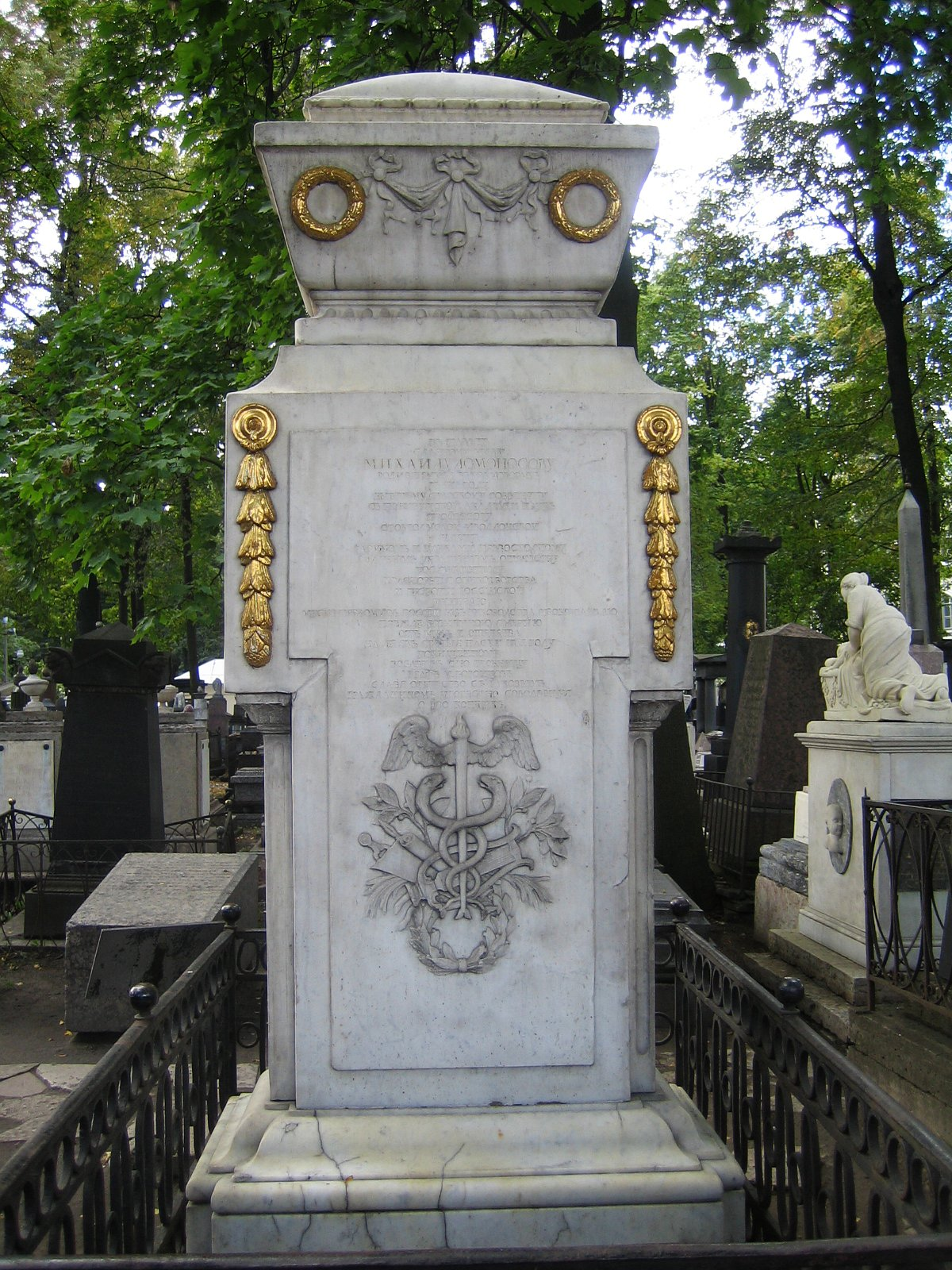
Tomba de Lomonóssov al cementeri Làzarev, Aleksandr Nevski Lavra, Sant Petersburg

Com a geògraf, Lomonóssov va acostar-se a la teoria de la deriva continental, va predir l'existència de l'Antàrtida (va argumentar que els icebergs dels oceans del sud només podien formar-se en terra ferma coberta de glaç), i va inventar instruments de navegació que permetien el càlcul i el traçat de direccions i distàncies més fàcilment. L'any 1764 va organitzar una expedició (encapçalada per l'almirall Vassili Txitxàgov) per trobar el pas del nord-est entre l'oceà Atlàntic i el Pacífic, navegant al llarg de la costa nord de Sibèria. Per les seves importants aproximacions a l'estudi geogràfic dels gels i la seva llei general, se li atribueix ser el pare de la glaciologia.
Lomonóssov estava orgullós d'haver reinstaurat l'antic art dels mosaics. L'any 1754, en la seua carta a Leonard Euler, va escriure que els seus tres anys d'experiments amb els efectes de la química dels minerals sobre llur color l'havien impulsat a involucrar-se en l'art del mosaic. L'any 1763 va posar en marxa una fàbrica de vidre que seria la primera a produir mosaics esmaltats fora d'Itàlia. S'atribueixen a Lomonóssov quaranta mosaics, dels que només vint-i-quatre ens han arribat. Entre tots ells cal destacar el del retrat de Pere el Gran i el de la Batalla de Poltava, amb una mida de 4,8 x 6,4 metres.
L'any 1755 va escriure una gramàtica que va transformar el llenguatge literari rus en combinar l'Antic eslau eclesiàstic amb la llengua vernacla. Per donar cos a les seues teories literàries va escriure més de 20 odes solemnes cerimonials, entre les quals cal destacar la Meditació vespertina sobre la grandesa de Déu. Va aplicar una idiosincràtica teoria als seus darrers poemes – per als temes tendres cal emprar mots que continguen els sons vocàlics E, I, IU, mentre que per als que puguen causar por (com ara "còlera", "enveja", "dolor" o "pena") cal emprar mots amb els sons vocàlics O, U, Y. Es tracta d'una versió del que avui dia s'anomena simbolisme sonor. Lomonóssov va publicar una història de Rússia l'any 1760. A més, va intentar escriure, sense reeixir-hi, un poema èpic sobre Pere el Gran, que estaria basada en l'Eneida de Virgili. Moltes de les seues aportacions i descobriments van quedar inèdits fora de Rússia fins molt de temps després de la seua mort.
Va morir a Sant Petersburg l'any 1765 sense deixar hereus mascles. Una neta seua va casar-se amb el general i home d'estat Nikolai Raievski. Un cràter lunar porta el seu nom. L'any 1948 la dorsal Lomonóssov, a l'oceà Àrtic, es va batejar així en honor seu – submarins russos hi van col·locar una reproducció en titani de la bandera russa l'any 2007, provocant la preocupació internacional sobre possibles disputes sobre els drets d'extracció de minerals dels fons marí. Els submarins russos també van deixar-hi una càpsula del temps amb un missatge per a les generacions futures i una bandera de Rússia Unida – el partit creat per donar suport al president Vladímir Putin – al fons marí. L'expedició Arktika 2007, es va dir des de Rússia, era part de la seua contribució de recerca a l'Any Polar Internacional.

## Llegat

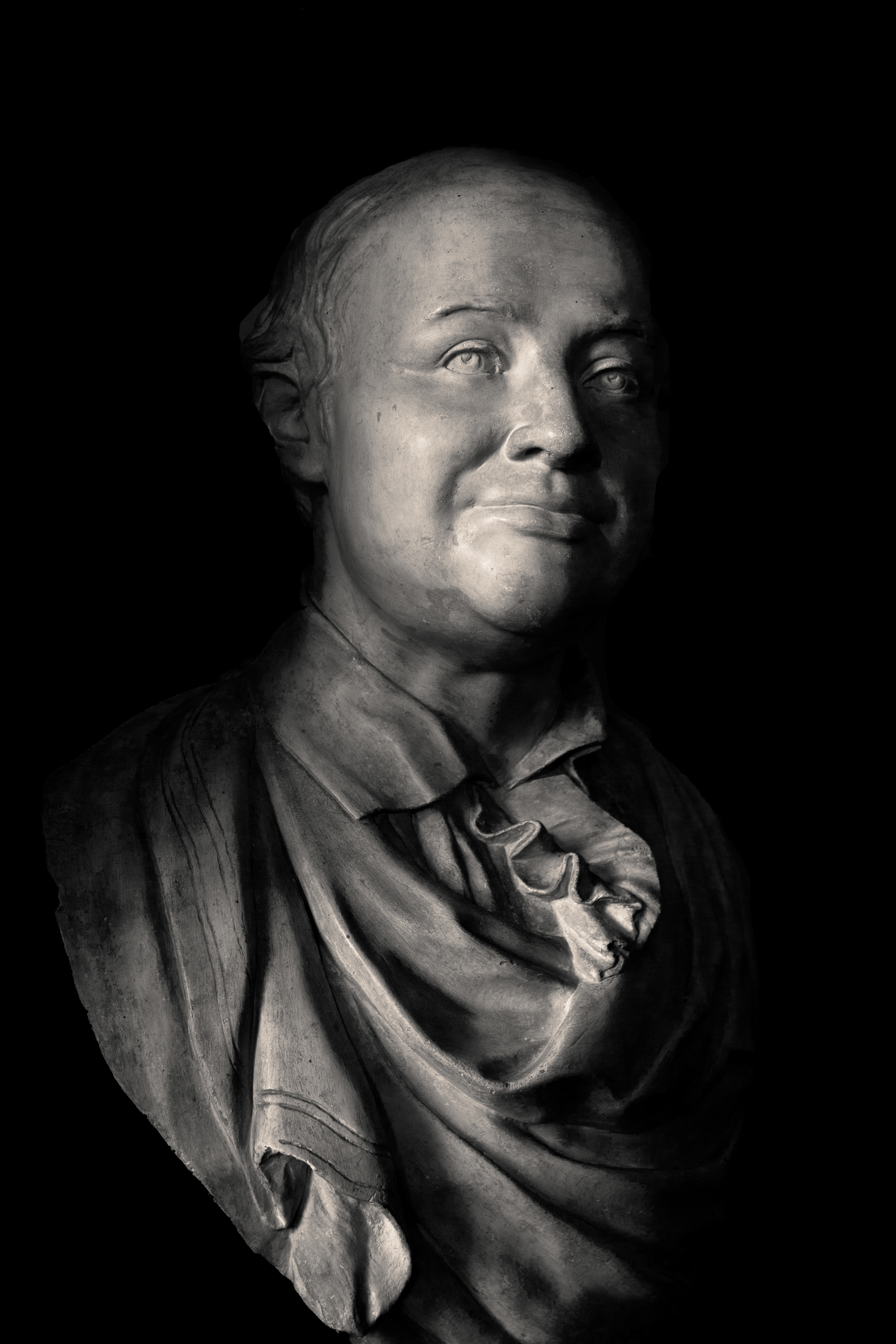
Retrat de Mikhail Lomonosov per F. Shubin, guix, abans de 1793, Museu Rus. Sant Petersburg

La seva néta Sophia Konstantinova (1769–1844) es va casar amb l'heroi militar rus i estadista general Nikolay Raevsky. La seva besnéta era la princesa Maria (Raevskaya) Volkonskaya, l'esposa del príncep decembrista Serguei Volkonsky.
La ciutat de Lomonosov, Rússia (abans Oranienbaum), i un cràter lunar porten el seu nom, igual que un cràter a Mart i l'asteroide 1379 Lomonosowa. Un satèl·lit rus llançat el 2016 va rebre el nom de Mikhailo Lomonosov en el seu honor. La Fàbrica Imperial de Porcellana, Sant Petersburg va ser rebatejada amb el seu nom des de 1925 fins a 2005. El 1948, la dorsal de Lomonóssov submarina a l'oceà Àrtic va rebre el seu nom.
El pont de Lomonosov a Sant Petersburg va rebre el nom del polímata. Originalment anomenat pont Tchernyshov (pont Tchernyshev) en honor al ru un dels generals més destacats de Pere el Gran, les finques del qual es trobaven a prop, el pont es va aixecar el 1785−1987 i va substituir un pont de fusta que s'havia situat anteriorment a la zona. Va ser un dels set ponts de pedra mòbils de disseny similar que creuaven el riu Fontanka, construïts simultàniament amb els terraplens de granit del riu. Només el pont Lomonosov i el Pont Staro-Kalinkin han sobreviscut més o menys intactes.
L'aeroport de Domodedovo de Moscou rep el nom oficial de Lomonosov.
La Medalla d'Or Lomonosov es va establir el 1959 i l'Acadèmia Russa de Ciències l'atorga anualment a un científic rus i estranger.
L'Estació de Lomonosovskaya a la Línia Nevsko-Vasileostrovskaya del Metro de Sant Petersburg porta el seu nom. Va ser inaugurat l'any 1970.
El carrer "Lomonosova iela" al districte de Maskavas Forštate de Riga rep el seu nom en honor de Lomonosov. Durant l'època soviètica, un carrer principal de Tallinn, Estònia, va ser nomenat en el seu honor com "M. Lomonossovi", però a partir de 1991, l'any en què Estònia va restaurar la seva independència, el carrer va ser rebatejat. et de Jakob Johann Gonsior, un regidor i advocat del segle xix.

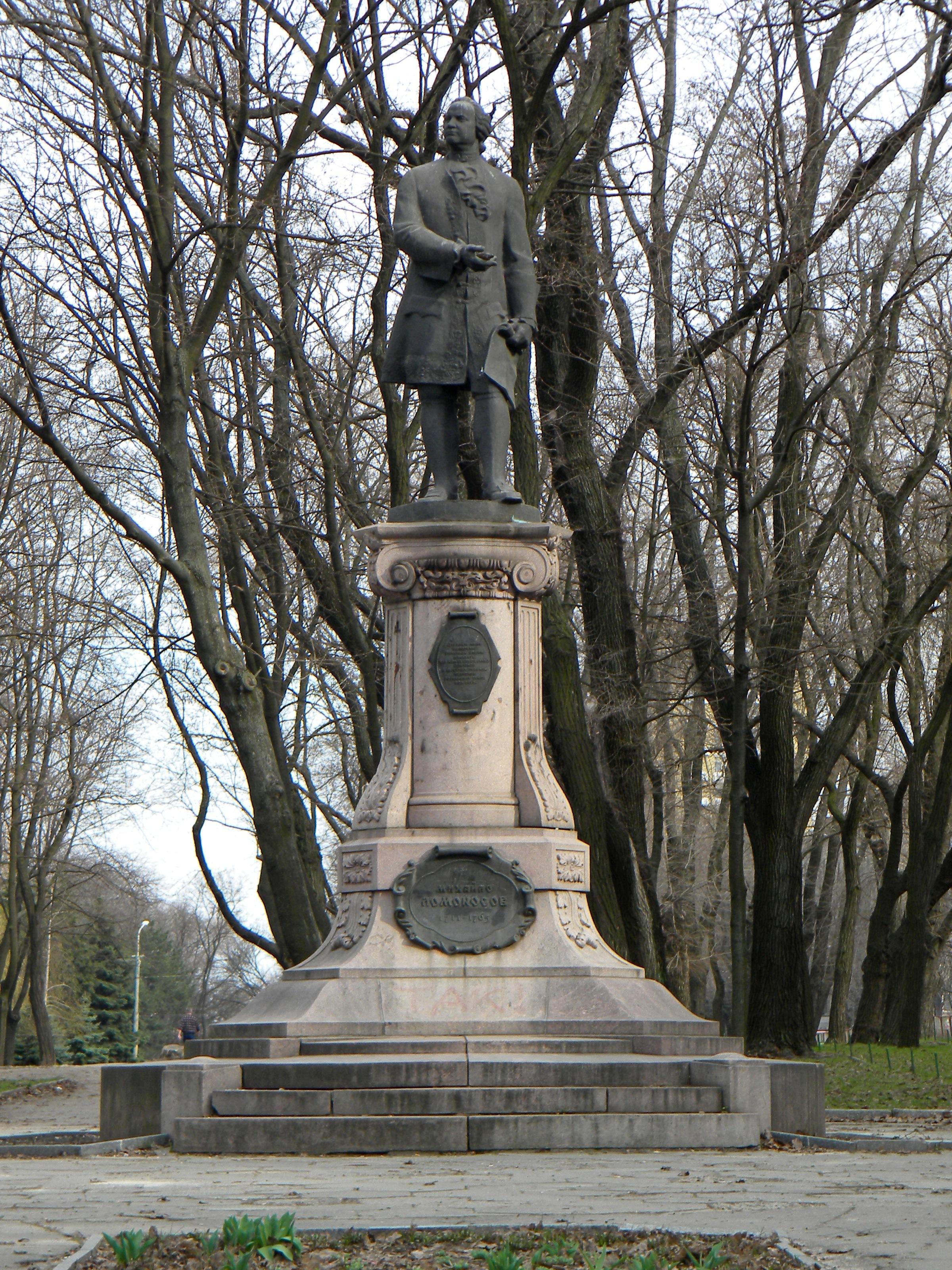
Estàtua de Lomonosov a Dnipro, Ucraïna el 2010, retirada el gener de 2023

A Dnipro, Ucraïna, una estàtua de Lomonosov va substituir una estàtua de Caterina la Gran el 1919. Va romandre fins al 6 de gener de 2023, quan la ciutat de Dnipro la va retirar a causa de l ainvasió a gran escala a Ucraïna.
El 19 de novembre de 2011, Google va celebrar el seu 300è aniversari amb un Google Doodle.
Al llarg dels anys es van emetre un gran nombre de segells diferents en honor de Lomonosov: Mikhail Lomonosov i l'edifici de l'Acadèmia de Ciències al segell de Leningrad de 1925, segells que representen Lomonosov emesos el 1949, en 1956 i en 1961, un 275è aniversari del naixement de M.V. Segell de Lomonosov de 1986, un segell d'Història de Rússia (Ekaterina II) que representa Lomonosov i la seva sala d'estudi parlant amb la reina que es va emetre l'any 2004, tres segells de 300è aniversari del naixement de M.V. Lomonosov es van emetre el 2011.